# 罗镜天主堂
罗镜天主堂，位于中国广东省云浮市罗定市罗镜镇东墟牛岗背，为罗定市的一个市级文物保护单位，类型为近现代重要史迹及代表性建筑，公布时间为1994年6月8日。
罗镜天主堂的历史年代为民国。